# Pandémie de Covid-19 au Vietnam
- 1-49 999 cas confirmés
- 50 000-99 999 cas confirmés
- 100 000-199 999 cas confirmés
- 200 000-499 999 cas confirmés
- ≥ 500 000 cas confirmés

La pandémie de Covid-19 au Viêt Nam démarre officiellement le 23 janvier 2020. À la date du 17 mai 2022, le bilan est de 43 071 morts.
Au cours de l'année 2020, les efforts du gouvernement vietnamien pour contenir la propagation du Covid-19 ont été en grande partie couronnés de succès. Le pays a poursuivi une stratégie zéro Covid, en utilisant la recherche des contacts, les tests de masse, la mise en quarantaine et les confinements pour supprimer agressivement la transmission du virus. Le Vietnam a suspendu l'entrée de tous les étrangers du 22 mars 2020 au 17 novembre 2021 pour limiter la propagation du virus. La mesure ne s'appliquait pas aux diplomates, fonctionnaires, investisseurs étrangers, experts et travailleurs qualifiés. En janvier 2021, le gouvernement a annoncé une politique de quarantaine plus stricte pour « protéger le pays » pendant le Nouvel An lunaire de 2021. Les personnes entrant au Vietnam devaient s'isoler pendant au moins 14 jours si elles n'étaient pas vaccinées, ou sept jours si elles avaient été entièrement vaccinées, et étaient confinées dans des installations de quarantaine financées par le gouvernement. Des personnes spécialement désignées comme les diplomates étaient exemptées,,.
Depuis avril 2021, le Vietnam connaît sa plus grande épidémie à ce jour, avec plus de 1,2 million d'infections enregistrées en novembre, ce qui a conduit deux de ses plus grandes villes, Hô Chi Minh-Ville et Hanoï, et environ un tiers de la population du pays à une forme de confinement à la fin juillet. On considère qu'une pénurie du vaccin d'AstraZeneca dans le pays, un certain degré de complaisance après les succès remportés lors des épidémies précédentes, ainsi que des infections provenant de travailleurs étrangers, ont contribué à l'épidémie. En réponse, la quarantaine imposée par le gouvernement aux arrivants étrangers et aux contacts étroits avec les cas confirmés a été portée à 21 jours, et les mesures de sécurité connexes ont également été renforcées. L'émergence du variant Omicron a entraîné une augmentation rapide des infections au début de l'année 2022, bien que le nombre de décès ait été considérablement réduit en raison des taux de vaccination élevés dans le pays.

## Chronologie

### Premiers cas
Entre le 23 janvier et le 25 février, 16 cas de contamination ont été découverts, principalement liés à un groupe de travailleurs rentrés de Wuhan et à leurs proches. Parmi les autres figurent deux ressortissants chinois, une réceptionniste vietnamienne qui a eu des contacts avec eux et un Américain d'origine vietnamienne qui a fait une escale de deux heures à Wuhan lors d'un voyage en provenance des États-Unis. Au 25 février, les 16 cas avaient été guéris,,,,.

### Mars 2020 - 2021: épidémies sporadiques et mesures strictes
Le 6 mars, 28 patients ont été annoncés par le ministère vietnamien de la Santé. La plupart des cas sont liés au « patient numéro 17 », au vol VN0054 de Londres à Hanoï avec ses passagers et au « patient numéro 34 ». Le seul cas sans rapport avec tous les nouveaux clusters mentionnés est un travailleur vietnamien de retour de Daegu.
Le Viêt Nam remet le 7 avril 550 000 masques à cinq pays européens (France, Allemagne, Italie, Espagne et Royaume-Uni). Le pays avait également fourni des masques et d'autres équipements médicaux à plusieurs pays d'Asie.
Pour empêcher la propagation de l'épidémie, le Viêt Nam a fermé sa frontière avec la Chine dès le 1er février et a rapidement suspendu l'ouverture des écoles. Le pays s'est finalement placé depuis début avril en confinement généralisé, après avoir fait appliquer des mesures de quarantaines dans certaines communes touchées à partir de la mi-février. « La première évaluation du risque a été faite début janvier, peu de temps après l'annonce par la Chine de l'apparition des premiers cas de contamination », a relevé Kidong Park, représentant de l'Organisation mondiale de la santé (OMS) à Hanoï. Au vu des bons résultats en matière de lutte contre l'épidémie, un vice-premier ministre, Vu Duc Dam, a annoncé à la mi-avril que le virus était « sous contrôle ».
Au terme de sept jours consécutifs sans nouveau cas de coronavirus, le Viêt Nam commence le 22 avril à alléger les mesures de confinement. Les commerces, les services non essentiels et les vendeurs de rue peuvent reprendre leurs activités, mais les rassemblements de plus de 20 personnes restent prohibés.
Cependant, il a été fait mention de cas qui ont à nouveau été testés positifs après leur sortie de l'hôpital,. Le 24 avril, deux autres cas ont été confirmés : deux étudiants vietnamiens revenus du Japon.
Un patient guéri de la province de Hà Nam a été déclaré mort le 4 mai, mais il a été confirmé plus tard qu'il était décédé d'une insuffisance hépatocellulaire, et non de la Covid-19. Le patient s'était déjà rendu à l'hôpital le 20 mars pour traiter le dernier stade de la maladie du foie, avant d'être testé positif à la Covid-19 le 7 avril. Il a reçu un traitement pour cela et a ensuite quitté l'hôpital le 17 avril après avoir été testé quatre fois négatif au coronavirus,.
Le 15 mai 2020, le Viêt Nam a confirmé 24 nouveaux cas, tous issus d'un vol de rapatriement depuis la Russie et mis en quarantaine après leur arrivée à Thái Bình et Quảng Ninh, portant à 312 le nombre total de cas de Covid-19.
Depuis le 16 mai 2020, le Viêt Nam est resté un mois sans nouveaux cas de coronavirus liés à une propagation communautaire, comptés depuis le 16 avril.
En juillet 2020, plus d'1,3 million de tests avaient déjà été effectués,.
À la fin juillet, une dizaine de nouveaux cas de coronavirus ont été découverts à Da Nang. Par la suite, 80 000 touristes ont été évacués de la ville.
Le pays connaît une deuxième vague d'infection lorsque le ministère de la Santé a annoncé le 416e cas à Da Nang, qui était le premier cas avec une source inconnue d'infection en 99 jours,. Le 28 juillet, les autorités de Da Nang ont commencé une mise en quarantaine de la ville pour une durée de 15 jours. De nombreux cas dans tout le pays avec des facteurs épidémiologiques liés à Da Nang ont en outre été détectés. Le 31 juillet, le Viêt Nam a enregistré son premier décès lié à la Covid-19,,.
Après deux mois, le Vietnam a contenu la maladie pour la deuxième fois et a repris presque toute l'activité économique, y compris les vols commerciaux internationaux,. Les infections communautaires sporadiques ont continué en novembre et décembre, alarmant le public et nécessitant des mesures accrues,.
La troisième vague d'infection a commencé le 28 janvier 2021, lorsque le Vietnam a signalé 84 cas de transmission communautaire en une journée dans les provinces de Hải Dương et Quảng Ninh. La plupart étaient liés à un travailleur migrant de Hải Dương qui a été diagnostiqué avec le variant britannique par les autorités japonaises après son arrivée à Osaka le 17 janvier. Pour limiter l'impact économique de l'épidémie, le gouvernement a d'abord mis en quarantaine les zones directement liées aux personnes infectées ; après deux semaines, cependant, le nombre croissant de cas ne montrait aucun signe de ralentissement. Le 15 février, la ville de Hải Dương a été mise en quarantaine pendant 15 jours, et Hanoï et Hô Chi Minh-Ville ont interrompu toutes les activités de divertissement,. Cette épidémie a été l'une des plus graves, en raison de la lenteur du processus de traçage, de la mauvaise gestion des installations de quarantaine et de la désobéissance aux règles de confinement face à des restrictions durables,. Le 7 mars 2021, la situation dans les provinces du nord semblait avoir été largement maîtrisée, le nombre de nouveaux cas étant tombé à un seul chiffre. Le Vietnam a commencé sa campagne de vaccination Covid-19 le jour suivant,.

### Avril 2021 - aujourd'hui: Épidémie grave et«adaptation sûre»
Depuis la fin avril 2021, le Vietnam connaît « une épidémie à propagation rapide » de plus de « 700000 » cas. Des groupes de cas sont découverts dans les parcs industriels de la province de Bắc Giang et dans au moins dix grands hôpitaux du pays,. Selon l'OMS, le Vietnam a construit plus de 30 hôpitaux de campagne avec 1 500 lits de soins intensifs et 30 000 lits de soins non intensifs. Lorsque le nombre total de cas a atteint plusieurs milliers par jour, le gouvernement a confiné le sud du Vietnam et Hanoï,. Le 26 juillet 2021, pour la première fois dans l'histoire de la prévention de la maladie au Vietnam, Hô Chi Minh-Ville a imposé un couvre-feu quotidien à 18 heures ; personne ne pouvait quitter la ville et seuls les services d'urgence étaient autorisés à fonctionner,. Le 28 juillet, l'Assemblée nationale a autorisé le gouvernement central à mettre en œuvre des mesures d'urgence locales pour enrayer la pandémie. Le 20 août, Nguyễn Thành Phong a été démis par le Politburo de ses fonctions de président du Comité populaire d'Hô Chi Minh-Ville. Le gouvernement a également envoyé 10 000 soldats dans la ville pour faire respecter le confinement et livrer de la nourriture,,. L'une des principales causes de l'épidémie a été un congé de quatre jours pour la Journée de la réunification et la Journée internationale des travailleurs, au cours duquel de nombreuses destinations de vacances ont été bondées de voyageurs,,,. Le séquençage de l'ADN a indiqué que le variant Delta du SRAS-CoV-2 a dominé cette vague, en particulier dans le centre et le sud du Vietnam.
Le 29 août, le Premier ministre Phạm Minh Chính déclare que le Vietnam pourrait devoir vivre avec le virus et ne pouvait pas compter sur des fermetures et des quarantaines indéfinies. Cela a marqué un changement majeur dans l'approche du pays vis-à-vis de la Covid-19,,, obligeant le Vietnam à accélérer sa campagne de vaccination pour contrôler la pandémie. Le nombre de nouveaux cas a commencé à chuter à plusieurs milliers par jour à la mi-septembre, et les restrictions ont été assouplies. Le Vietnam a enregistré son premier cas du variant Omicron en décembre, ce qui a entraîné une nouvelle vague importante d'infections au cours des premiers mois de 2022, avec une moyenne maximale de 204 309 cas sur 7 jours enregistrée le 13 mars. Cependant, en raison de la large couverture vaccinale du pays, le nombre de décès est resté faible par rapport au nombre de cas confirmés.

## Réponse médicale
Le Viêt Nam est cité par les médias internationaux comme ayant l'un des programmes de lutte contre les épidémies les mieux organisés au monde, au même titre que Taïwan et la Corée du Sud. La réponse vietnamienne a été saluée par plusieurs chiffres encourageants, certains la comparant à la réponse rapide de 2003, lorsque le Viêt Nam est devenu le premier pays à s'être débarrassé de l'épidémie de SRAS. Malgré un niveau de développement économique et technologique inférieur ; la réponse du pays à l'épidémie a été saluée pour son immédiateté, son efficacité et sa transparence, contrastant avec la censure en Chine, et à l'impréparation en Europe et aux États-Unis,,,,.

### Vaccins
Le Vietnam développe son propre vaccin, le Nanocovax, dont les tests sur l'homme commencent en décembre 2020. Selon les estimations du Fonds monétaire international, le pays devrait enregistrer en 2020 une croissance économique de 2,4%, l'une des plus élevées au monde, bien qu'en forte baisse par rapport au taux de croissance prévu avant la crise (6,8%).

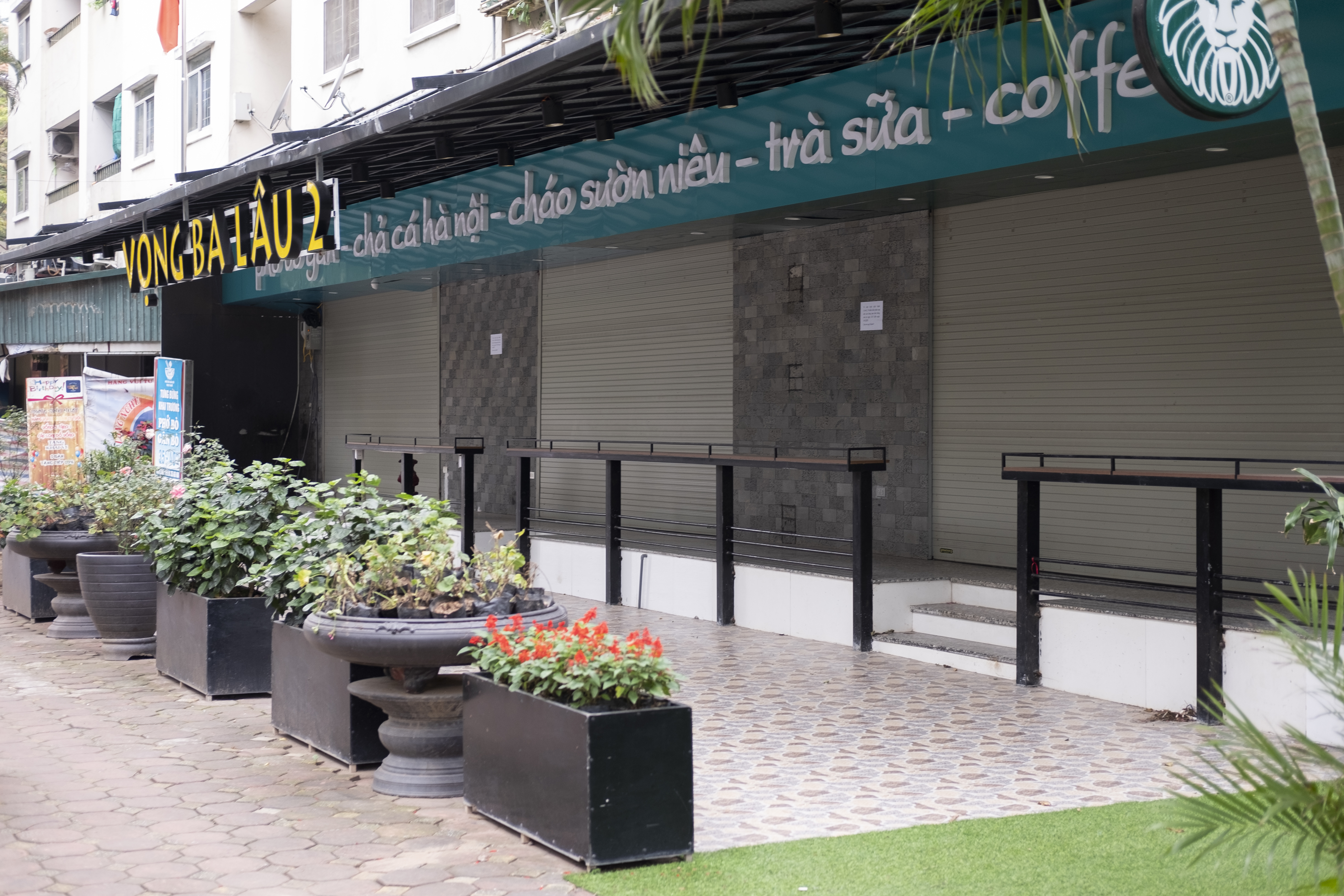
Restaurant fermé pendant le confinement national.

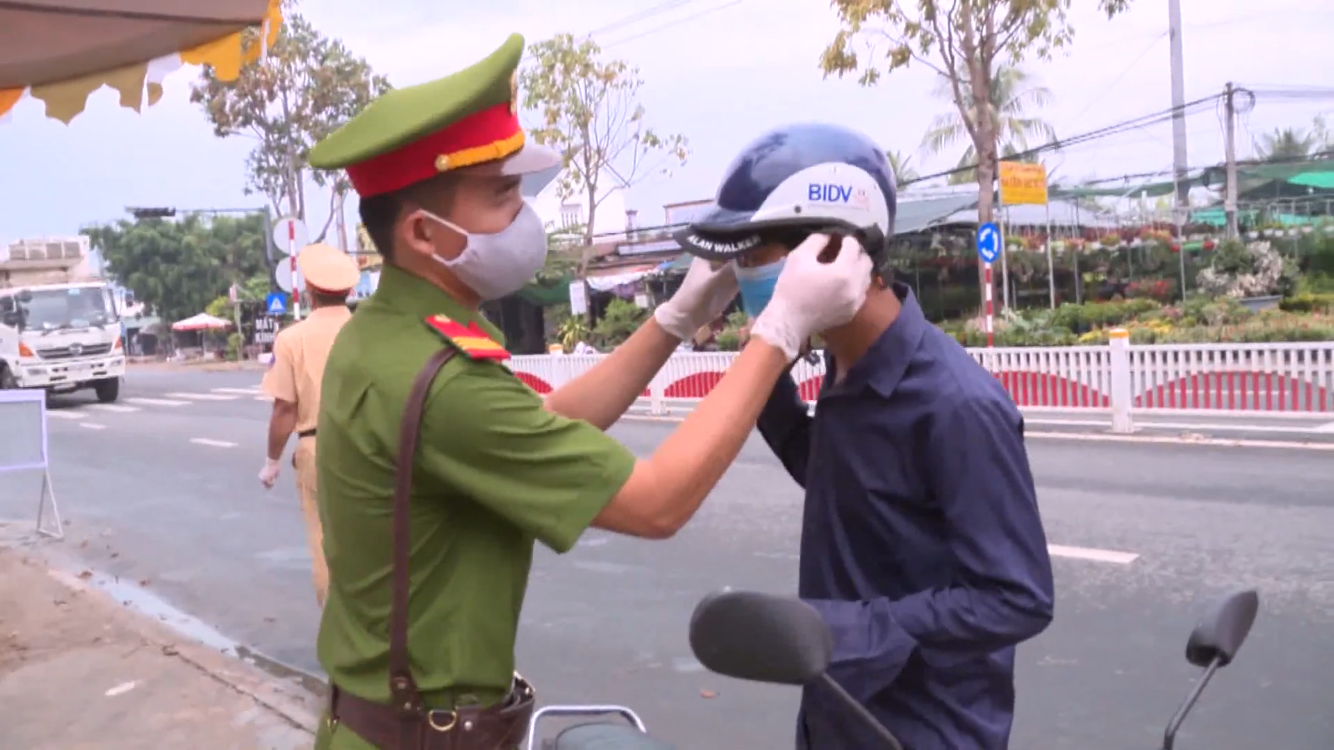
Un policier mettant un masque sur une personne dans la ville de Sóc Trăng.

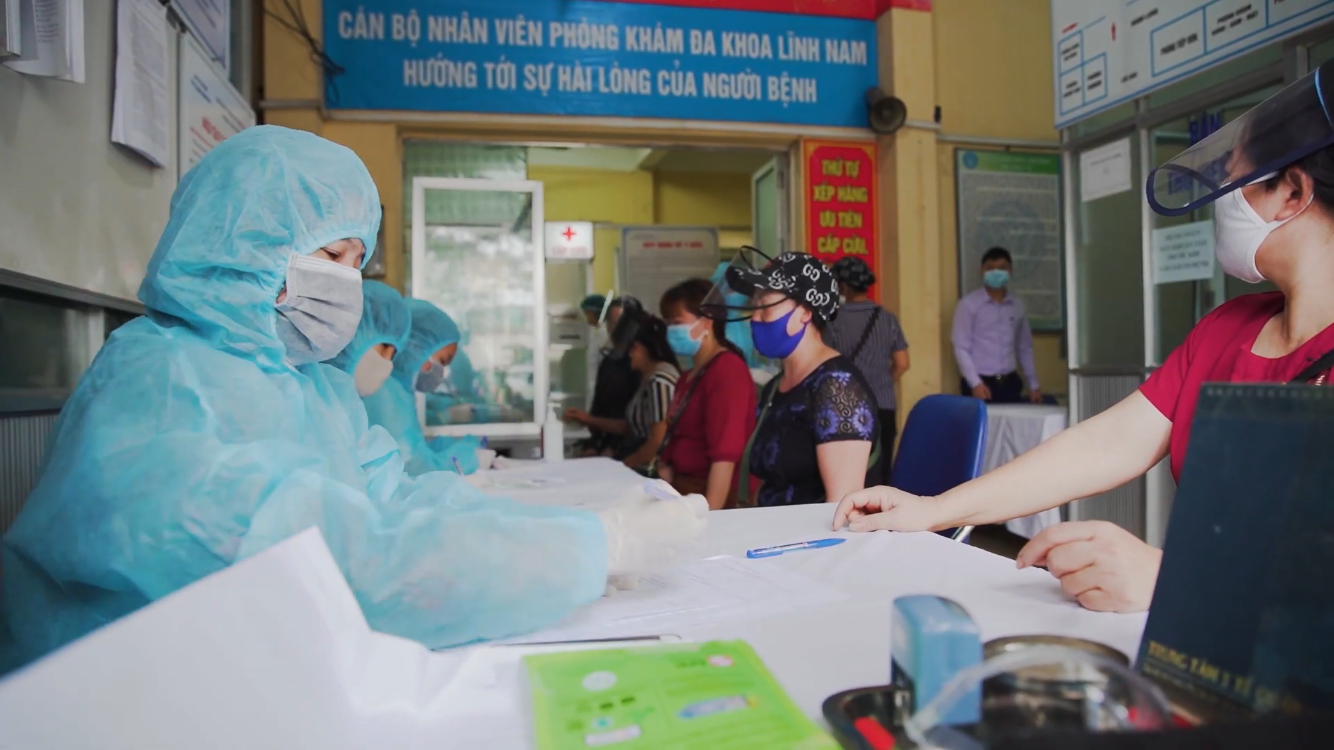
Les commerçants du marché de gros et les acheteurs s'inscrivant au test de dépistage rapide à la Covid-19 à Lĩnh Nam, Hanoï.

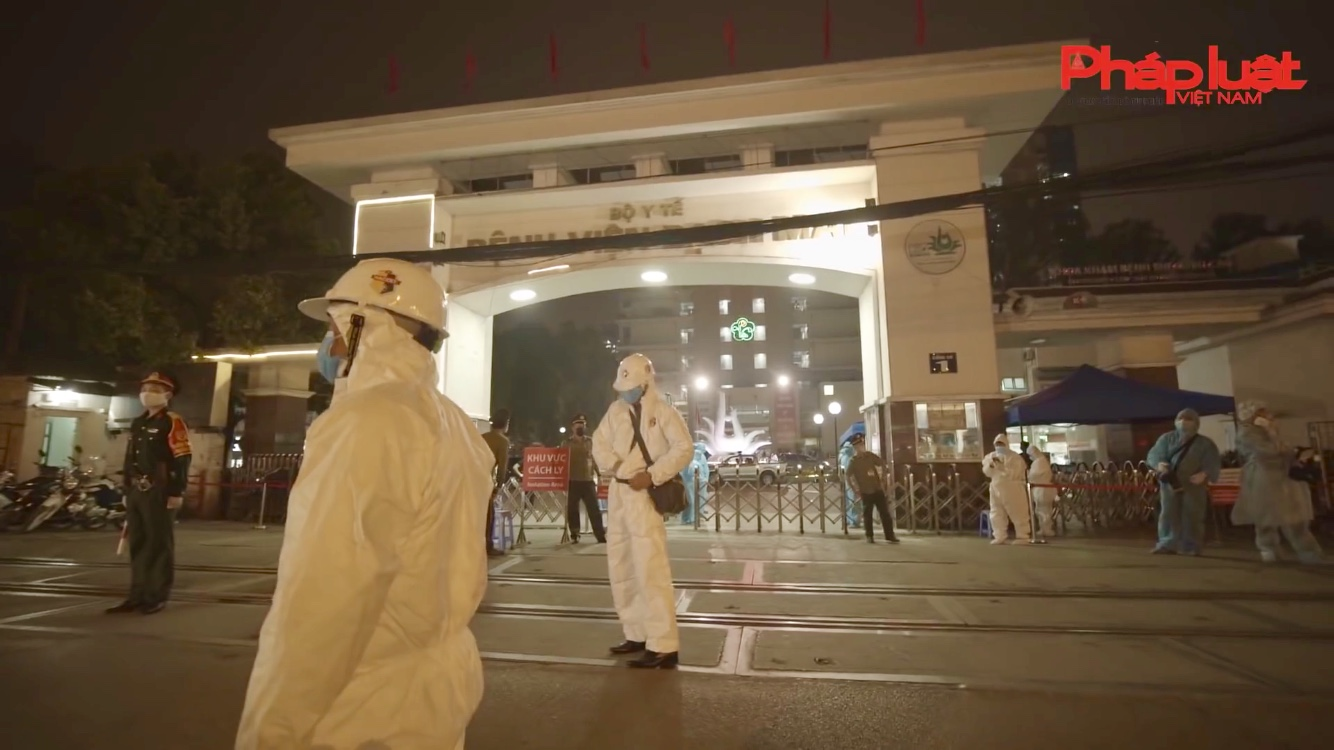
Les troupes chimiques de l'APVN commencent à désinfecter l'hôpital Bach Mai - le plus grand cluster du pays.

À la suite de l'approbation du vaccin AstraZeneca, le 30 janvier 2021, les vaccinations commencent le 8 mars 2021 et se poursuivent tout au long de l'année avec l'objectif de vacciner 80% de la population d'ici juin 2022.
L'utilisation du Spoutnik V est approuvée le 23 mars 2021. Le vaccin Sinopharm est approuvé pour une utilisation d'urgence le 4 juin 2021, tandis que les vaccins Pfizer-BioNTech, Moderna et Janssen sont approuvés le 12 juin 2021,
Le 14 octobre 2021, le ministère de la Santé autorise la vaccination des enfants âgés de 12 à 17 ans.